# Club d'aviron Iberia
Le Club d'aviron Iberia (Iberia Arraun Elkartea en basque) est un club d'aviron de la ville de Sestao. Il participe aux courses de trainières, batel et trainerillas. La couleur du club est vert clair avec une bande et les lettres rouges. L'embarcation s'appelle Hojalatera.

### Sources
- (eu) Cet article est partiellement ou en totalité issu de l’article de Wikipédia en basque intitulé « Iberia Arraun Elkartea » (voir la liste des auteurs).